# Андре (футболист, 2001)
Андре́ Тринда́де да Ко́ста Не́то (порт.-браз. André Trindade da Costa Neto, более известный, как Андре порт. André; род. 16 июля 2001, Алгодоес, Баия), — бразильский футболист, полузащитник клуба «Вулверхэмптон Уондерерс» и сборной Бразилии.

## Клубная карьера
Андре — воспитанник клуба «Флуминенсе». 21 сентября 2020 года в матче против «Спорт Ресифи» он дебютировал в бразильской Серии A. 4 июля 2021 года в поединке против «Фламенго» Андре забил свой первый гол за «Флуминенсе». 

## Международная карьера
20 июня 2023 года в товарищеском матче против сборной Сенегала Андре дебютировал за сборную Бразилии.